# Dikla
Dikla (hebrejsky: דקלה, doslova "Palma") byla izraelská osada v bloku osad Chevel Jamit nacházejících se v severovýchodním cípu Sinajského poloostrova poblíž města Jamit. Osada byla založena v květnu 1969 jako sídlo typu „Nachal“, tedy kombinace vojenského a civilního osídlení pod jménem Dekelim („Palmy“) podle palmy, kterou zde údajně vysadil Avšalom Feinberg – člen židovské špionážní sítě Nili za první světové války. Později se osada proměnila v ryze civilní. Osadníci pocházeli z okruhu pravicového hnutí Betar. K roku 1977 zde zpráva připravená pro americký senát odhaduje počet obyvatel na 80. Vesnice Dikla byla v důsledku podpisu Egyptsko-izraelské mírové smlouvy v roce 1982 vystěhována. Místo ní byla v Pásmu Gazy založena osada nazvaná Neve Dekalim, která se postupně vyvinula v nejlidnatější izraelskou osadu v tomto regionu, ale v roce 2005 byla rovněž vysídlena.